# Półwieś (województwo małopolskie)

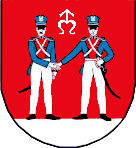
Nieoficjalny herb wsi Półwieś

Półwieś – wieś w Polsce położona w województwie małopolskim, w powiecie wadowickim, w gminie Spytkowice, na Pogórzu Wielickim, przy drodze krajowej nr 44 Gliwice – Kraków.
Wieś duchowna Półwsie, własność Opactwa Cystersów w Mogile położona była w drugiej połowie XVI wieku w powiecie śląskim województwa krakowskiego.
W roku 2021 miejscowość liczyła 535 mieszkańców.
| SIMC    | Nazwa      | Rodzaj    |
| ------- | ---------- | --------- |
| 0048060 | Folwark    | część wsi |
| 0048076 | Gize       | część wsi |
| 0048082 | Głuchowiec | część wsi |
| 0048099 | Kmiecie    | część wsi |
| 0048107 | Skotnica   | część wsi |
| 0048113 | Wyźrał     | część wsi |

## Historia
Wieś założona w XIII wieku, wzmiankowana po raz pierwszy w sfałszowanym dokumencie biskupstwa tynieckiego z lat 1283–1286 jako Polousie.
W XV w. należała do szlachcica Mikołaja Saszowskiego z Gierałtowic (historycznie również napisane: Szaszowski), który sprzedał ją cystersom z Mogiły. Dołączyła do trzech wsi w księstwie zatorskim w posiadaniu cystersów do końca XVIII w.: Ryczów, Woźniki i Zygodowice.
W latach 1975–1998 miejscowość położona była w województwie bielskim.
Do 31 grudnia 2006 wieś była częścią gminy Brzeźnica.